# Усадьба Неустроевых — А. Я. Башкирова
Усадьба Неустроевых — А. Я. Башкирова — архитектурный ансамбль в историческом центре Нижнего Новгорода, Большая Печёрская улица, 20. Главный дом построен в 1806 году, флигель — в 1902—1903 годах.
Главный дом усадьбы — один из важнейших памятников деревянного зодчества Нижнего Новгорода. Флигель и конюшенный корпус — уникальный комплекс нижегородского модерна.
Исторические здания сегодня — объекты культурного наследия Российской Федерации.

## История
Строителем и первым хозяином усадьбы был Емельян Башкиров — владелец речной флотилии пароходов и барж, земельных угодий и мельниц, один из богатейших купцов Нижнего Новгорода. Его сыновья, увеличив наследство отца, стали настоящими «мукомольными королями» на Волге. Яков Башкиров был фактически негласным главой города, лидером могущественной купеческой партии. Известен широкой благотворительной деятельностью.
Главный деревянный дом усадьбы построен в 1806 году. Каменный флигель в 1902—1903 годах. Здания выбивались из контекста окружающей застройки, из-за оригинального архитектурного решения. Основной дом — историко-архитектурный памятник деревянного зодчества. Флигель и конюшенный корпус А. Я. Башкирова — один из лучших образцов модерна в Нижнем Новгороде. Въезд во дворе комплекса оформлен в виде портала-ракушки с воротами арочной формы.
Краевед Н. Ф. Филатов указывал, что здания, которые сегодня считаются флигелем и конюшенным корпусом усадьбы Башкирова, представляли собой усадьбу крупного промышленника С. М. Рукавишникова.

## Архитектура
В краеведческой литературе главный дом усадьбы известен как дом наследников Аверкиевых. Атрибуция разнится: временем постройки указывают как 1790-е годы, так и 1806 год. Изначально дом представлял собой типичный городской деревянный дом эпохи русского классицизма, со сдержанным декором: угловым рустом и четырёхколонным портиком. Уже в 1870—1880-х годах каменные дома строились с использованием ренессансных форм. Данная тенденция отразилась и на деревянной архитектуре, зачастую в виде перестройки старых домов. Архитектор А. Плотников в 1882 году перестроил в ренессансном стиле дом наследников М. Аверкиева. Он заменил крупные формы приставного портика измельчёнными деталями наличников с лучковыми сандриками по первому и прямоугольными — по мансардному этажу, разделив этажи сплошным карнизом с модульонами, овальными фестонами, спускающимися от карниза к окнам «шнурами».
Сегодня дом представляет собой одноэтажное деревянное здание с мезонином на каменном цокольном этаже. Стены их брёвен, обшиты профилированными досками и окрашены. Стены цокольного этажа выполнены из красного керамического кирпича и облицованы деревом.
Фасад по улице Большой Печерской симметричный, в семь осей света. По центру расположен ризалит в три окна, завершённый мезонином под двускатной крышей. Фасад по улице Семашко также в семь окон и примыкает к флигелю усадьбы. Карниз кровли мезонина оформлен сухариками.
Заполнения оконных проёмов двустворчатые с форточками. По парадным фасадам, за исключением ризалита, в простенках обшивка устроена в виде филенок, дополненных в мезонине фигурными элементами. Углы оформлены в виде лопаток, с обшивкой, имитирующей руст. Сохранились деревянные декоративные элементы.

## Флигель и конюшенный корпус

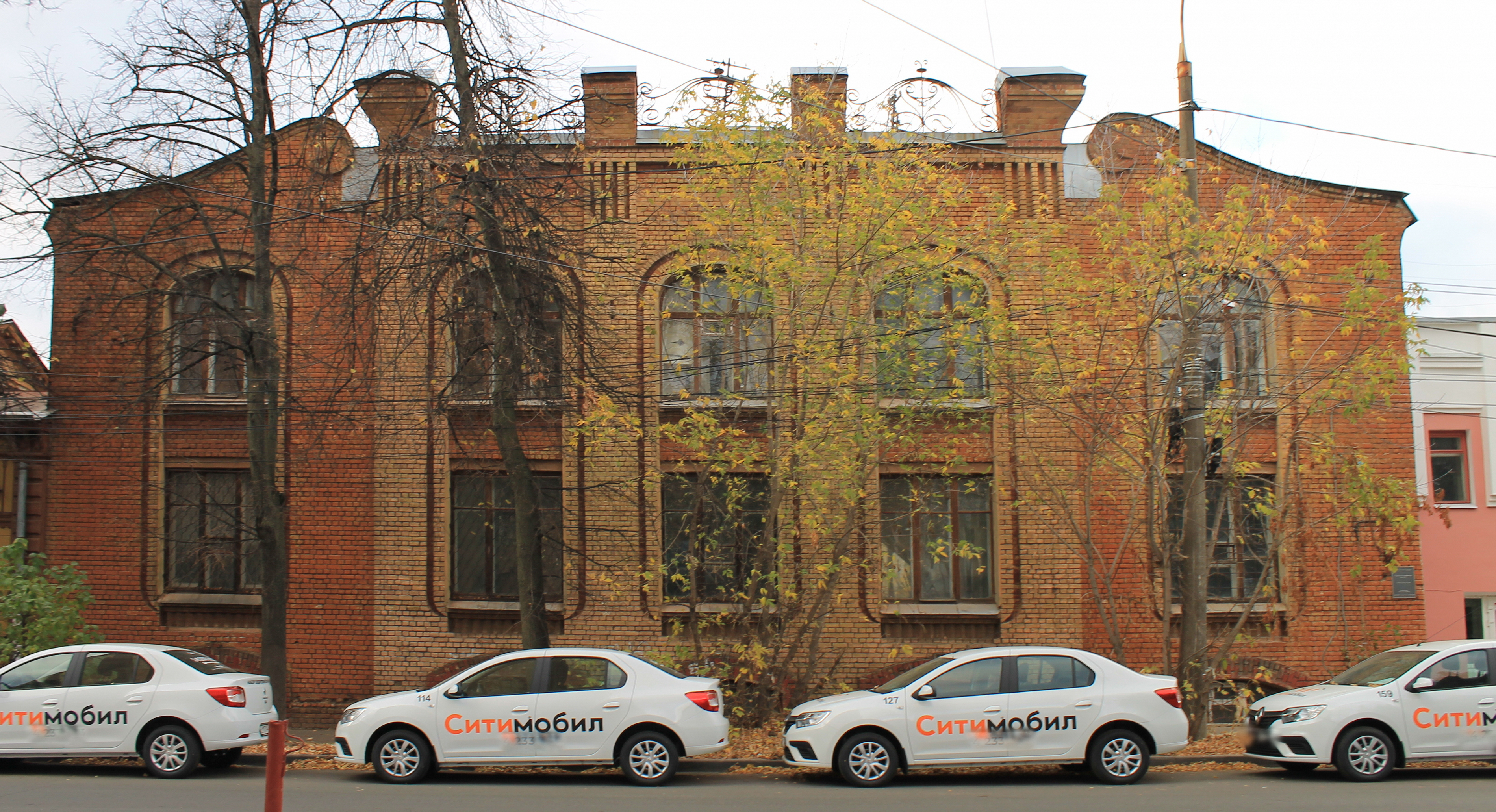
Флигель.
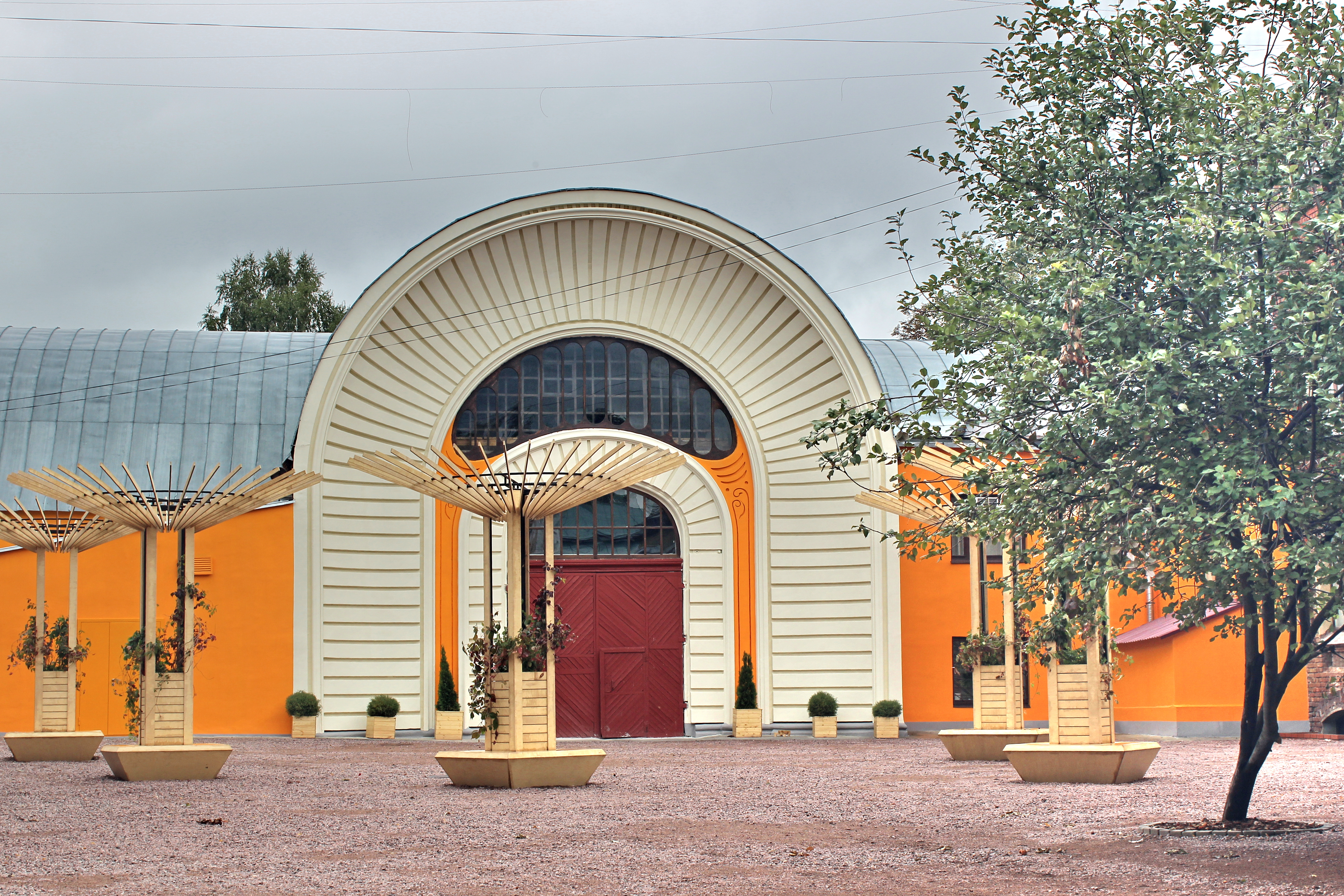
Въезд в конюшенный корпус.
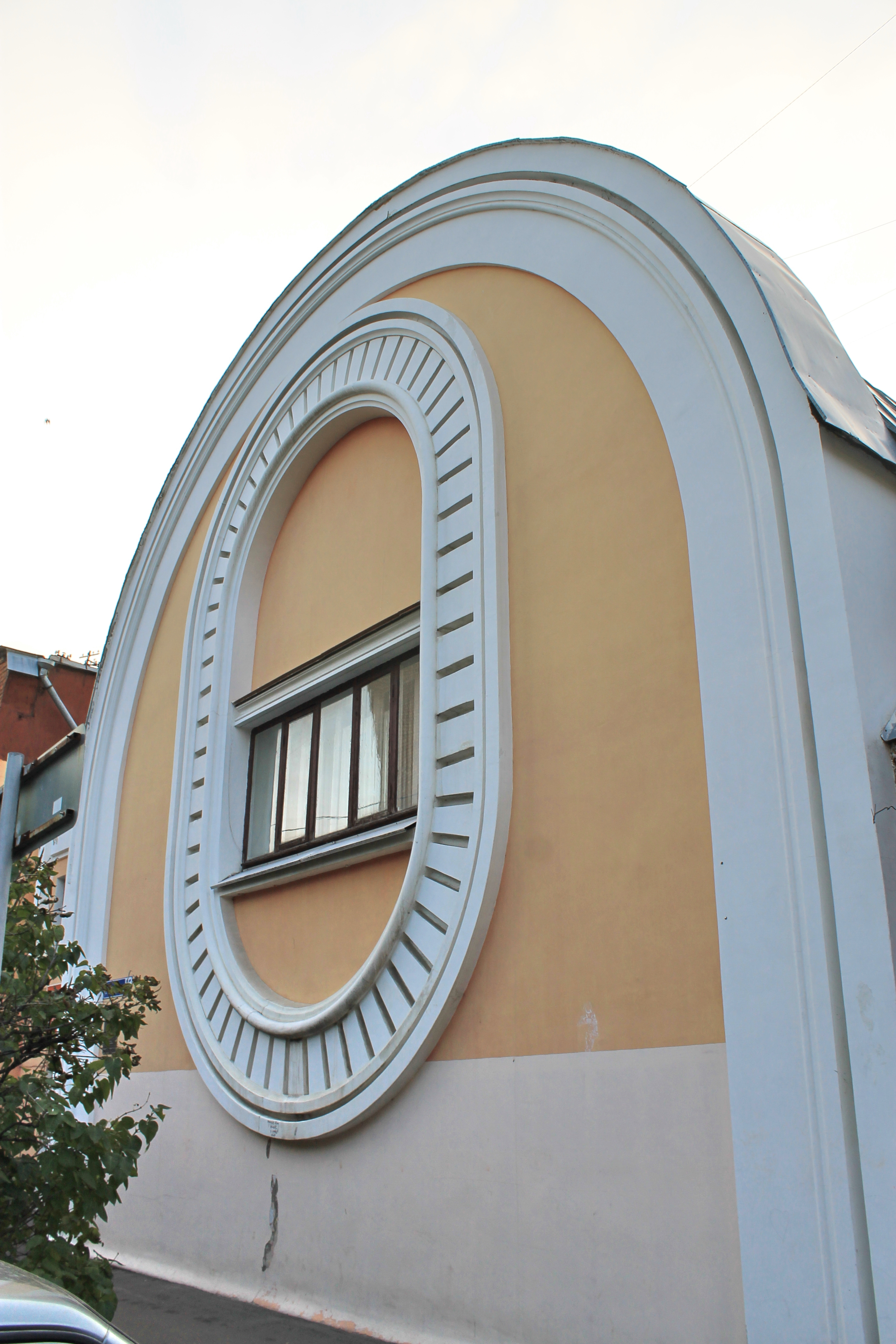
Торец конюшенного комплекса.

По сведениям Н. Ф. Филатова, в 1908 году крупный промышленник С. М. Рукавишников заказал только что прибывшему в Нижний Новгород после окончания Санкт-Петербургской Академии художеств архитектору А. Н. Полтанову проект усадебного комплекса на углу улиц Большой Печерской и Семашко. Перед этим Полтанов посетил много исторических городов России и увлёкся новым на тот момент стилем модерн.
Жилой двухэтажный дом (флигель) на полуподвале, с обращённым на улицу Семашко главным фасадом в пять окон получил весьма оригинальные окна обоих этажей, объединённые овальным врезом в кладку, внизу заканчивающимся поясом поребрика (эти элементы были внесены в результате изучения древнерусской архитектуры). Полукруглые окна цокольного этажа были обведены рельефным рустованным наличником. По верху на углах здание получило причудливые валюты, а между ними — кованые ограждения кровли.
Конюшенный дворовый корпус, Т-образный в плане, со всех сторон оканчивался мощными округлыми объёмами. На Семашко выходил один из торцов здания с огромным округлым окном. Оригинально решён был дворовый въезд в конюшни в виде заглублённой ребристой раковины. Над воротами был устроен овальный оконный проём с мелкой решёткой остекления (заполнение утрачено).